# Décima (Perú)
La Décima es un tipo de poesía peruana tradicional, es una cuarteta individual en tetrámetro trocaico, con un esquema "abba" o "abcb" en las rimas los cuales se piropeaba a una dama o se daba batalla contra otro ''poeta'', Comúnmente de naturaleza humorística, satírica o irónica, las décimas son raramente acompañadas de música. Su corta pero rígida estructura puede compararse en la actualidad con la música rap, de gran arraigo en los suburbios limeños.
Es una estrofa poética culta, que se puede cantar, rezar, declamar, teatrizar, etc. y que se practica en todos los pueblos que hablan español.
La sonoridad o musicalidad de la décima está basada en la rima; la rima tiene que ser consonante (se recomienda usar una combinación de palabras agudas y graves).
Los versos tienen que tener ocho sílabas, que es nuestra forma métrica hablante. Es decir a cada momento hablamos en ocho sílabas. Ejemplo :
“La Medalla Milagrosa”, ¡ Buenos días señorita!, ¡ Se acerca el día del niño!, Vamos hacer la tarea, Pueden salir al recreo, Estos niños son muy moscas, etc.
La décima tiene cuatro rimas, los primeros cuatro versos encierran la idea que se va desarrollar. Ejemplo:
Cuando llego a mi salón

saludo a mi señorita,

y todo el mundo me grita

Hola, ¡¿Cómo estás panzón?!

Como soy muy barrigón

casi rompo mi carpeta,

el uniforme me aprieta

y se me puede romper;

menos debo comer

y pronto ponerme a dieta.
Folclor significa sabiduría del pueblo. Basada en la tradición popular, que se trasmite de generación en generación; la cual puede ser oral, escrita o monumental. La tradición oral se expresa en la palabra hablada a través de los mitos, leyendas, cuentos, fábulas, poemas; la tradición escrita se expresa en documentos gráficos a través de la literatura, música, imágenes, grabados, fotografías; y la tradición monumental a través de obras físicas como templos, estatuas, cerámicas, artesanías.
A través de la décima podemos llegar a copar las tres clasificaciones, empezaremos dominando las palabras agudas y las graves o llanas, luego dominaremos las tres formas poéticas de cuatro versos.
- Datos: Q5815566